# بلودان
بلودان (به عربی: بلودان) یک منطقهٔ مسکونی در سوریه است که در شهرستان الزیدانی واقع شده‌است.

## خصوصیات
بلودان ۳٬۱۰۱ نفر جمعیت دارد و ۱٬۵۰۰ متر بالاتر از سطح دریا واقع شده‌است.

## سرشناسان
- فؤاد نصار، (۲۸ نوامبر ۱۹۱۴ – ۳۰ سپتامبر ۱۹۷۷) سیاستمدار کمونیست.[۳]